# Tamboara
Tamboara is een gemeente in de Braziliaanse deelstaat Paraná. De gemeente telt 4.804 inwoners (schatting 2009).

## Aangrenzende gemeenten
De gemeente grenst aan Alto Paraná, Floraí, Nova Aliança do Ivaí, Nova Esperança, Paraíso do Norte, Paranavaí en São Carlos do Ivaí.